# Reprezentacja Polski w pelocie baskijskiej
Reprezentacja Polski w pelocie baskijskiej – zespół, biorący udział w imieniu Polski w meczach i sportowych imprezach międzynarodowych w pelocie baskijskiej. Za jej funkcjonowanie odpowiedzialna jest Association Pelota Polska, która jest członkiem Międzynarodowej Federacji Peloty Baskijskiej (FIPV).

## Udział w turniejach międzynarodowych

### Igrzyska olimpijskie
Polska nigdy nie brała udziału w zawodach peloty baskijskiej na letnich igrzyskach olimpijskich.
| Udział w igrzyskach olimpijskich | Udział w igrzyskach olimpijskich | Udział w igrzyskach olimpijskich | Udział w igrzyskach olimpijskich | Udział w igrzyskach olimpijskich | Udział w igrzyskach olimpijskich | Udział w igrzyskach olimpijskich |
| Rok                              | Złoto                            | Srebro                           | Brąz                             | Razem                            | Miejsce                          |                                  |
| -------------------------------- | -------------------------------- | -------------------------------- | -------------------------------- | -------------------------------- | -------------------------------- | -------------------------------- |
| 1900                             | Nie uczestniczyła                | Nie uczestniczyła                | Nie uczestniczyła                | Nie uczestniczyła                | Nie uczestniczyła                |                                  |
| 1924                             | Nie uczestniczyła                | Nie uczestniczyła                | Nie uczestniczyła                | Nie uczestniczyła                | Nie uczestniczyła                |                                  |
| 1968                             | Nie uczestniczyła                | Nie uczestniczyła                | Nie uczestniczyła                | Nie uczestniczyła                | Nie uczestniczyła                |                                  |
| 1992                             | Nie uczestniczyła                | Nie uczestniczyła                | Nie uczestniczyła                | Nie uczestniczyła                | Nie uczestniczyła                |                                  |

Uwaga:
Czcionką kursywą oznaczone zawody w których była dyscypliną pokazową – bez przyznawania tytułów i medali.

### Mistrzostwa świata
Reprezentacja Polski nigdy nie uczestniczyła w mistrzostwach świata.
| Udział w mistrzostwach świata | Udział w mistrzostwach świata | Udział w mistrzostwach świata |
| Rok                           | Miejsce                       |                               |
| ----------------------------- | ----------------------------- | ----------------------------- |
| 1952                          | Nie uczestniczyła             |                               |
| 1955                          | Nie uczestniczyła             |                               |
| 1958                          | Nie uczestniczyła             |                               |
| 1962                          | Nie uczestniczyła             |                               |
| 1966                          | Nie uczestniczyła             |                               |
| 1970                          | Nie uczestniczyła             |                               |
| 1974                          | Nie uczestniczyła             |                               |
| 1978                          | Nie uczestniczyła             |                               |
| 1982                          | Nie uczestniczyła             |                               |
| 1986                          | Nie uczestniczyła             |                               |
| 1990                          | Nie uczestniczyła             |                               |
| 1994                          | Nie uczestniczyła             |                               |
| 1998                          | Nie uczestniczyła             |                               |
| 2002                          | Nie uczestniczyła             |                               |
| 2006                          | Nie uczestniczyła             |                               |
| 2010                          | Nie uczestniczyła             |                               |
| 2014                          | Nie uczestniczyła             |                               |
| 2018                          | Nie uczestniczyła             |                               |